# Отцеп (рыбалка)
Отцеп — рыболовная принадлежность в виде стержня или шара утяжелителя с кусочком проволоки в виде петли на конце.
Предназначен для извлечения крючка или блесны зацепившихся о коряги, брёвна, камни и другие предметы в воде при рыбалки.
Во время рыбалки случается, что крючок зацепляется и извлечь её весьма затруднительно. Отцеп позволяет в ряде случаев его освободить. Основная леска пропускается сквозь кольцо проволоки отцепа. Сам он  опускается к самой приманке или застрявшему крючку при помощи шнура. Отцеп поднимается от крючка приблизительно на полметра, после чего его резко отпускают. При неудаче действие следует повторить. При форме отцепа в виде кольца с закреплёнными крючками в виде "кошек" порой можно поднять и корягу, за которую произошёл зацеп.
Отцеп иногда можно приобрести в специализированном магазине. Его не сложно сделать и самому из стальной проволоки и свинцового утяжелителя. Форм самодельных отцепов великое множество. Если есть возможность, то стоит использовать при этом легированную проволоку (нержавейку), это упрощает уход, и инструмент становится практически вечным.